# ミンゴ郡 (ウェストバージニア州)
ミンゴ郡（英: Mingo County）は、アメリカ合衆国ウェストバージニア州の南西部に位置する郡である。2010年国勢調査での人口は26,839人であり、2000年の28,253人から5.0%減少した。郡庁所在地はウィリアムソン市（人口3,191人）であり、同郡で人口最大の都市でもある。ミンゴ郡は1895年に設立され、州内では最後に設立された郡となっている。郡名はイロコイ連邦に属したミンゴ族インディアンから採られた。

## 歴史
ミンゴ郡は1895年にローガン郡から分離し、ウェストバージニア州議会の法により設立された州内で最新の郡である。その設立は、ある密造酒製造者が法に訴えたことに関していた。この者は、実際にはリンカーン郡にある製造所で蒸留酒をつくっていたが、そこを管轄しないはずのローガン郡裁判所が有罪と判断したために、訴え出ていた。土地の測量が行われ、被告の主張が正しいことが証明された。告発状はリンカーン郡裁判所に再提出された。この密造酒製造者最終的に有罪となったが、州議会は、ローガン郡があまりに大きすぎて、法の適切な管理ができないことに気付き、ミンゴ郡という新郡を創設することを決めた。郡名は昔この地域に入っていたことが知られているミンゴ族インディアンから採られた。
1920年代、郡内の炭坑で働く坑夫達を統合しようという動きが、隣接するローガン郡でのブレアマウンテンの戦いに繋がった。
ミンゴ郡は、元大統領バラク・オバマに反対していることで良く知られている。2008年、オバマは民主党予備選挙で8%しか獲得できず、この選挙では最悪の結果となった。2012年民主党予備選挙では、オバマが候補者に指名されることが確実だったにも拘わらず、郡内の民主党員は重罪犯が確定していたキース・ラッセル・ジャッドを選んだ。ジャッドはオバマ以外で唯一候補者名簿に上げられていた。

## 地理
アメリカ合衆国国勢調査局に拠れば、郡域全面積は424平方マイル (1,097 km2)であり、このうち陸地423平方マイル (1,095 km2)、水域は1平方マイル (3 km2)で水域率は0.24%である。

### 主要高規格道路
- アメリカ国道52号線
- アメリカ国道119号線
- ウェストバージニア州道49号線
- ウェストバージニア州道65号線
- ウェストバージニア州道80号線

### 隣接する郡
- リンカーン郡 - 北
- ローガン郡 - 北東
- ワイオミング郡 - 東
- マクドウェル郡 - 南東
- パイク郡 (ケンタッキー州) - 西
- マーティン郡 (ケンタッキー州) - 西
- ウェイン郡 - 北西
- ブキャナン郡 (バージニア州) - 南東

## 人口動態
以下は2000年国勢調査による人口統計データである。
| 基礎データ - 人口: 28,253人 - 世帯数: 11,303 世帯 - 家族数: 8,217 家族 - 人口密度: 26人/km2（67人/mi2） - 住居数: 12,898軒 - 住居密度: 12軒/km2（30軒/mi2） 人種別人口構成 - 白人: 96.39% - アフリカン・アメリカン: 2.34% - ネイティブ・アメリカン: 0.24% - アジア人: 0.21% - 太平洋諸島系: 0.02% - その他の人種: 0.06% - 混血: 0.74% - ヒスパニック・ラテン系: 0.48% 年齢別人口構成 - 18歳未満: 24.2% - 18-24歳: 9.2% - 25-44歳: 29.1% - 45-64歳: 25.0% - 65歳以上: 12.4% - 年齢の中央値: 37歳 - 性比（女性100人あたり男性の人口） - 総人口: 93.7 - 18歳以上: 90.2 | 世帯と家族（対世帯数） - 18歳未満の子供がいる: 33.5% - 結婚・同居している夫婦: 56.2% - 未婚・離婚・死別女性が世帯主: 12.7% - 非家族世帯: 27.3% - 単身世帯: 25.2% - 65歳以上の老人1人暮らし: 10.4% - 平均構成人数 - 世帯: 2.49人 - 家族: 2.98人 収入と家計 - 収入の中央値 - 世帯: 21,347米ドル - 家族: 26,581米ドル - 性別 - 男性: 31,660米ドル - 女性: 18,038米ドル - 人口1人あたり収入: 12,445米ドル - 貧困線以下 - 対人口: 29.7% - 対家族数: 25.9% - 18歳未満: 38.9% - 65歳以上: 18.6% |

## 都市と町

### 法人化自治体
- ウィリアムソン市 - 郡庁所在地
- デルバートン町
- ギルバート町
- カーミット町
- メイトワン町

次のリストは郡内の未編入町であるが、これで全てではない。

### 未編入の町
| - ベイスデン - バイアス - ボーダーランド - ブリーデン - チャッタロイ - ディンジェス - エドガートン - ギルバートクリーク - イサバン（部分） | - ジャスティス - レノア - ミーダー - ノーガタック - ニュータウン - ノーラン - ラグランド - テイラービル - ロール | - レッドジャケット - バーニー - バーナー - ワーンクリフ - ウィルソンデール - ウィリアムソン - シンデレラ |